# Mindaugas Kuzminskas
Mindaugas „Kuzia” Kuzminskas (ur. 18 października 1989) – litewski koszykarz grający na pozycji niskiego skrzydłowego, reprezentant kraju, obecnie zawodnik Lokomotiwu Kubań.
Jego brat Saulius również jest koszykarzem.
Kuzminskas zaczął profesjonalną karierę w 2006 w drużynie BC Sakalai. Sezon 2007/08 spędził w BC Perlas. Latem 2008 roku przeniósł się do BC Šiauliai.
We wrześniu 2009 podpisał kontrakt z Žalgirisem Kowno, ale pozostał jeszcze przez rok na wypożyczeniu w Šiauliai. W 2010 roku wrócił do Žalgirisu, gdzie spędził trzy sezony.
W czerwcu 2013 podpisał dwuletnią umowę z opcją przedłużenia o rok z Unicają Málaga.
9 lipca 2016 podpisał umowę z New York Knicks.
31 grudnia 2017 został zawodnikiem włoskiego AX Armani Exchange Olimpia Mediolan.
20 lipca 2019 dołączył do greckiego Olympiakosu S.F.P. Pireus. 11 listopada zawarł kontrakt z rosyjskim Lokomotiwem Kubań.

## Osiągnięcia
Stan na 13 września 2023, na podstawie, o ile nie zaznaczono inaczej.

### Drużynowe
- Mistrz:
  - Litwy (2011–2013)
  - Ligi Bałtyckiej (2011)
  - Włoch (2018)
- Brązowy medalista mistrzostw Litwy (2009, 2010)
- Zdobywca:
  - pucharu Litwy (2011, 2012)
  - superpucharu Włoch (2018)
- Finalista superpucharu Hiszpanii (2016)
- 3. miejsce w pucharze:
  - Litwy (2009, 2010)
  - Hiszpanii (2015)
- Uczestnik rozgrywek TOP 16 Euroligi (2011–2016)

### Indywidualne
- MVP:
  - finałów mistrzostw Litwy (2013)
  - meczu gwiazd ligi litewskiej (2010)
- Uczestnik meczu gwiazd:
  - ligi litewskiej (2010–2013)
  - VTB (2020)[11]

### Reprezentacja
- Wicemistrz Europy (2013, 2015)
- Uczestnik mistrzostw:
  - świata (2014 – 4. m., 2023 – 6. m.[12])
  - Europy:
    - 2013, 2015, 2017 – 9. m.
    - U–18 (2007 – 4. m.)
    - U–20 (2009 – 5. m.)

  - igrzysk olimpijskich (2016 – 7. m.)